# Notocyathus
Genre
Notocyathus est un genre de coraux durs de la famille des Turbinoliidae.

## Liste d'espèces
Le genre Notocyathus comprend les espèces suivantes :
| Selon World Register of Marine Species (16 juillet 2015) : - Notocyathus conicus (Alcock, 1902) - Notocyathus venustus (Alcock, 1902) | Selon Paleobiology Database (16 juillet 2015) : - Notocyathus conicus - Notocyathus euconicus - Notocyathus pedicellatus - Notocyathus subviola - Notocyathus viola |